# Munychia (festival)

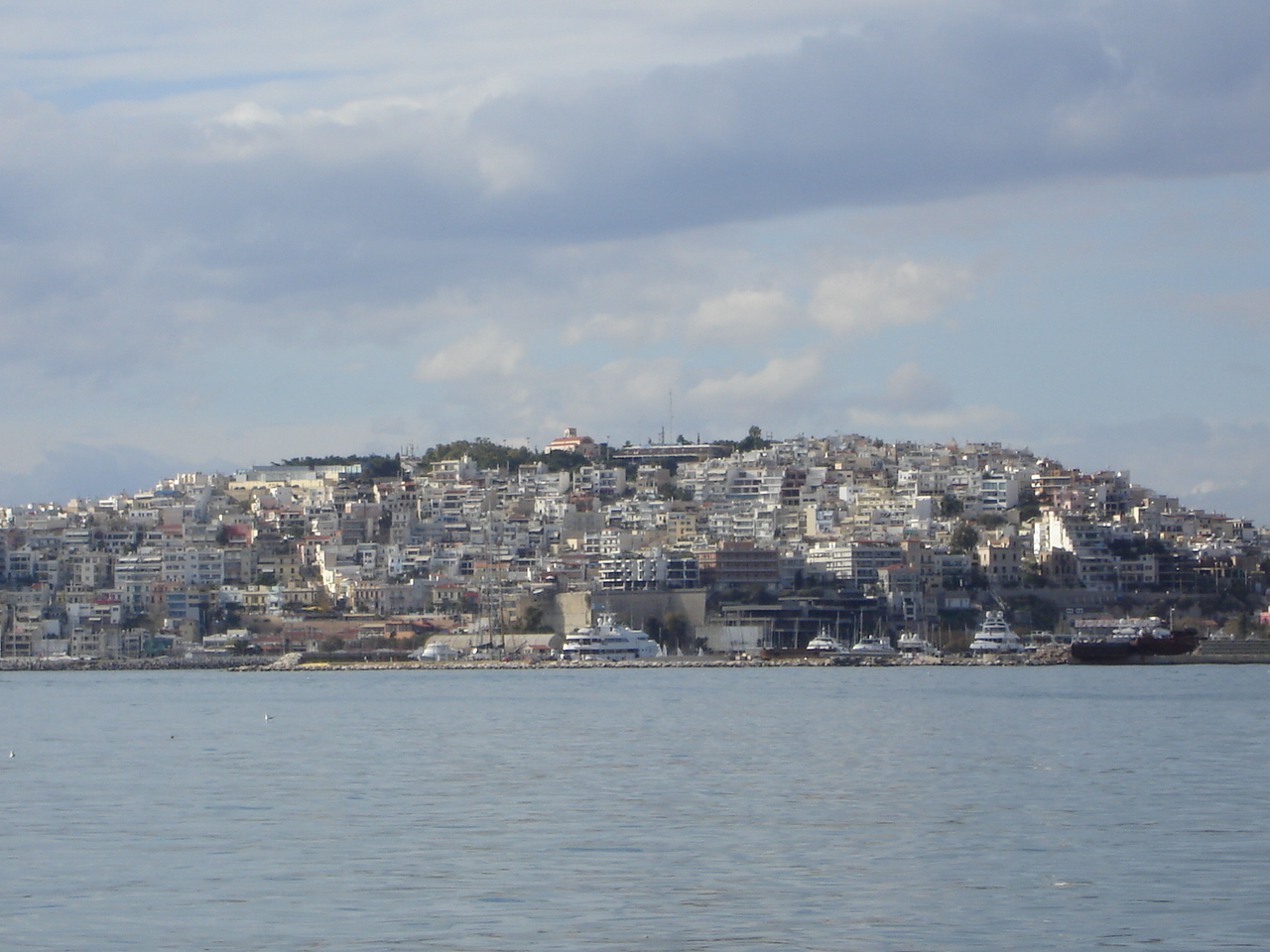
De Kastella-heuvel in de Piraeus, de antieke Munychia-heuvel waar het festival plaatsvond.

Munychia (Oudgrieks: Μουνυχία, Mounychía) was een Atheens festival ter ere van Artemis Munychia (vernoemd naar de tempel van Artemis, die zich op de heuvel van Munychia bevond), een maangodin (Hekate).
Het werd gevierd op 16de dag (dag van de volle maan) van maand Munychion nabij de Artemistempel op de Munychiaheuvel die uitkeek over de Piraeus. Men offerde haar koeken (ἀμφιφῶντες / amphiphōntes), die met lichtjes bezet waren en de volle maan voorstelden.
De slag bij Salamis werd tegelijkertijd hiermee herdacht, omdat men meende dat op die dag de godin de Grieken met haar volle licht had beschenen.
Lysander maakte de belediging van het slopen van de Lange Muren van Athene nog groter, door te bevelen dat dit op de dag van de Munychia moest gebeuren.